# Útvar rozvoje hlavního města Prahy
Útvar rozvoje hlavního města Prahy (ÚRM) byl hlavní oficiální městskou institucí zajišťující plánování rozvoje Prahy mezi lety 1994 a 2013. Ve svém fungování následoval Útvar hlavního architekta hlavního města Prahy (ÚHA HMP), svoji existenci ukončil v roce 2013 transformací do stávajícího Institutu plánování a rozvoje hl. m. Prahy (IPR). V roce 2007 se ÚRM přestěhoval z původního sídla ÚHA HMP v Martinickém paláci na Hradčanech a přestěhoval se do areálu Emauz ve Vyšehradské ulici, kde sídlí IPR do současnosti.
Útvar se zabýval především tvorbou Územního plánu Sídelního útvaru hl. m. Prahy (schválený 9. září 1999), Strategického plánu (schválený 25. května 2000), Územně analytických podkladů a Zásad územního rozvoje. Jako problematická se ukázala příprava nového územního plánu započatá v roce 2007 – v roce 2012 došlo usnesením Zastupitelstva hl. m. Prahy ke zrušení konceptu územního plánu a následně k započetí práce na novém územním plánu (tzv. Metropolitní územní plán).

## Ředitelky a ředitelé
- 1994 až 2000 Karel Hejtmánek
- 2000 až ? Světlana Kubíková
- 2007 až ? Bořek Votava